# 快速小波轉換
快速小波轉換（英語：Fast wavelet transform）是利用數學的演算法則用來轉換在時域的波形或信號變成一系列的以正交基底構成的小而有限的波、小波。
當然，快速小波轉換本身可以很輕易地擴增它的維度以符合各種不同的需求，例如影像處理、壓縮、去除雜訊...等
{\displaystyle S_{n}^{(J)}:=2^{J}\left\langle {f(t),\phi (2^{J}t-n)}\right\rangle }

## 反離散小波轉換
利用{\displaystyle S^{(M)}}且M<J的一系列常數集合，以及由{\displaystyle d^{(K)}}，k=M,1,...,J-1的差分集合
可以導出有遞迴關係式的數學式如下：
{\displaystyle S_{n}^{(k+1)}:=\sum \limits _{k=-N}^{N}{a_{k}S_{2n-k}^{(k)}+\sum \limits _{k=-N}^{N}{b_{k}d_{2n-k}^{(k)}}}}
或是導入Z轉換，以k=J-1,J-2,...,M且{\displaystyle n\in {\mathbb {Z} }}可改寫為
{\displaystyle S^{(k+1)}(Z)=a(Z)\cdot (\uparrow 2)(s^{(k)}(Z))+b(Z)\cdot (\uparrow 2)(d^{(k)}(Z))}
其中{\displaystyle (\uparrow 2)}表示升高採樣操作子

## 同時參閱
G. Beylkin, R. Coifman, V. Rokhlin, "Fast wavelet transforms and numerical algorithms"  Comm. Pure Appl. Math., 44 (1991) pp. 141–183